# 検察庁法
検察庁法（けんさつちょうほう、昭和22年4月16日法律第61号）は、検察庁の組織と検察官の任命の手続に関する日本の法律である。
1947年（昭和22年）4月16日に公布された。所管官庁は、法務省である。

## 構成
- 第1条（検察庁）
- 第3条（検察官）
- 第5条（管轄）
- 第7条（検事総長と次長検事の権限）
- 第8条（検事長の権限）
- 第9条（検事正の設置）
- 第10条（上席検察官の設置）
- 第14条（法務大臣の指揮権）
- 第18条（二級の検察官の任命）
- 第19条（一級の検察官の任命）
- 第20条（検察官の欠格事由）
- 第22条（検察官の定年）
- 第23条（検察官の免官と検察官適格審査会の審査）
- 第26条（検事総長秘書官の設置）
- 第27条（検察事務官の設置）
- 第28条（検察技官の設置）

## 解説
検察庁法第14条は法務大臣と検察庁の関係について規定している。法務大臣は全ての検察官に対して包括的な指揮権を有するが、個々の具体的な事件の処理については、検事総長に対して指揮権を行使できるにとどまる。検事総長は検察首脳会議の開催などによって、現場の検察官に対して間接的に法務大臣の意思を伝える。検事総長に対する個別事件について指揮権が実際に発動されたと公に認識された例は、1954年4月21日に造船疑獄に関連して行われたのが唯一である。

## 関連法規
- 国家公務員法
- 検察官の俸給等に関する法律
  - 検察官の初任給及び昇給に関する準則

## 改正法案

### 経緯
2020年5月8日、国家公務員や検察官の定年を段階的に65歳に引き上げるための法案に関する審議が衆議院内閣委員会で行われた。立憲民主党は法務大臣である森雅子の出席が認められなかったことを理由に欠席し、自由民主党・公明党・日本維新の会の三党による質疑が行われた。
森雅子法務大臣は2020年2月にこの改正法案の「策定過程に関する文書」を示すと約束したが、6月現在でも未だに文書は作成中のままであり、通常国会の会期中に作成されるか不透明な情勢である。

### 批判
この改正案については内閣や法務大臣が必要と判断すれば最長3年現職のポストに留まれる特例が含まれている。そのため、政権に都合の良い幹部をポストに留め、不都合であれば退職できる余地も生じることになり、政権への忖度が行われる危険性があるという指摘があった。
これを受けて、野党各党を始め、元検事総長の松尾邦弘などの検察OBから批判の声があった。

### Twitter上における拡散
Twitter上では、5月8日以降「#検察庁法改正案に抗議します」というハッシュタグをつけたツイートが急増し、歌手や俳優などの著名人による投稿も見られた。その後、内閣総理大臣の安倍晋三は5月14日の会見で「今回の改正により、三権分立が侵害されることはもちろんないし、恣意的な人事が行われることはないことは断言したい」と述べた。

### 分析
ねとらぼによれば、ハッシュタグ「#検察庁法改正案に抗議します」の発端は5月8日19時40分に投稿されたツイートであり、9日の16時ごろから徐々に同じハッシュタグをつけたツイートが伸び始めたとしている。
また、NTTデータが実施した計測によると、このハッシュタグをつけた投稿（リツイートを含む）は5月8日から11日の4日間で664万6200件にのぼり、1回以上投稿されたアカウントの数はおよそ70万1342であった。